# 2008년 일본 시리즈
2008년 일본 시리즈(일본어: 2008年の日本シリーズ, 영어: 2008 Japan Series)는 2008년 11월 1일부터 11월 9일까지 열린 일본 프로 야구의 일본 시리즈 경기이다. 퍼시픽 리그 클라이맥스 시리즈 우승 팀인 사이타마 세이부 라이온스가 총 7차례의 접전을 펼친 끝에 센트럴 리그 클라이맥스 시리즈 우승팀 요미우리 자이언츠를 누르고 4승 3패의 성적을 기록, 2004년 이후 4년 만에 13번째 우승을 차지했다.

## 개요
2006년 이후 2년 만에 리그 우승 팀(정규 시즌 1위)끼리 일본 시리즈 우승의 자리를 놓고 대결하게 되면서 이번 경기는 퍼시픽 리그 정규 시즌에서 선두 자리에 서며 한 번도 함락하는 일 없이 우승해 클라이맥스 시리즈에서 승리한 사이타마 세이부 라이온스와 시즌 초반부터 하위권에 머물다가 중반에 들어서면서부터 최대 13경기 차이를 역전하는 ‘메이크도라마’를 연출하여 우승, 클라이맥스 시리즈에서 승리한 후 일본 시리즈 진출을 확정지은 요미우리 자이언츠와의 대결이 이루어졌다. 간토 지방에 연고지를 두는 팀간의 경기는 2002년 이래 6년 만이다.
양팀의 지휘를 맡은 사이타마 세이부의 와타나베 히사노부와 요미우리의 하라 다쓰노리 감독은 현역 시대에 3차례(1987년, 1990년, 1994년)나 일본 시리즈에서 맞대결한 적이 있어서 이 시리즈에서는 처음으로 감독으로서의 경기를 치르게 됐다.
일본 시리즈 개막을 앞두고 “요미우리가 유리할 것이다”라는 전망이 압도적으로 나왔지만, 2004년 이후 4년 만에 7차전까지 열린 일본 시리즈에서는 마지막 수단을 쓸 수 있었던 사이타마 세이부가 전회 우승한 2004년과 똑같이 6차전과 7차전에서 연승을 하여 일본 시리즈 우승을 제패했다. 이 시리즈의 승자인 사이타마 세이부 라이온스는 도쿄 돔에서 개최되는 2008년 아시아 시리즈에 일본 대표팀으로 출전 자격을 얻게 됐다.
세이부는 2004년에 이어 우승을 달성하면서 2승 3패로부터 적지에서 연승한 일본 시리즈의 우승 달성은 2004년 대회와는 같았다. 와타나베 감독은 전임 감독이었던 이토 쓰토무와 같이 취임 첫 해부터의 일본 시리즈 우승(8번째)을 결정하는 것과 동시에 퍼시픽 리그 우승과 클라이맥스 시리즈 우승을 연거푸 이끈 감독이 됐다. 세이부가 정규 시즌 1위로부터 일본 시리즈 우승을 달성한 것은 1992년 당시 감독이었던 모리 마사아키 이후 16년 만의 일이었다. 또 취임 1년차의 감독으로서는 전년도 하위권(2007년 5위, B클래스)의 팀을 일본 시리즈 우승으로 이끈 것은 와타나베 감독이 사상 최초다.

## 감독
| 소속 리그   | 소속                     | 감독              |
| ----------- | ------------------------ | ----------------- |
| 센트럴 리그 | 요미우리 자이언츠        | 하라 다쓰노리     |
| 퍼시픽 리그 | 사이타마 세이부 라이온스 | 와타나베 히사노부 |

## 개최 구장
| 요미우리 자이언츠   | 사이타마 세이부 라이온스 |
| ------------------- | ------------------------ |
| 도쿄 돔             | 세이부 돔                |
| 수용 인원: 46,000명 | 수용 인원: 31,552명      |
|                     |                          |
| 도쿄 돔세이부 돔    |                          |

## 클라이맥스 시리즈경기 결과
|  | 클라이맥스 시리즈 1st             | 클라이맥스 시리즈 1st |                                                              |        | 클라이맥스 시리즈 2nd         | 클라이맥스 시리즈 2nd |                                      |         | 일본 시리즈 | 일본 시리즈 |
|  |                                   |                       |                                                              |        |                               |                       |                                      |         |             |             |
|  |                                   |                       |                                                              |        |                               |                       |                                      |         |             |             |
|  |                                   |                       |                                                              |        |                               |                       |                                      |         |             |             |
|  |                                   |                       |                                                              |        |                               |                       |                                      |         |             |             |
|  |                                   |                       | (6전 4선승제〈어드밴티지 1승을 포함〉) 도쿄 돔               |        |                               |                       |                                      |         |             |             |
|  |                                   |                       |                                                              |        |                               |                       |                                      |         |             |             |
|  | 요미우리 자이언츠(CL 우승)        | ☆●○△○                 |                                                              |        |                               |                       |                                      |         |             |             |
|  | 요미우리 자이언츠(CL 우승)        | ☆●○△○                 | (3전 2선승제) 교세라 돔 오사카                               |        |                               |                       |                                      |         |             |             |
|  |                                   |                       | 주니치 드래건스                                              | ★○●△●  |                               |                       |                                      |         |             |             |
|  | 한신 타이거스(CL 2위)             | ●○●                   | 주니치 드래건스                                              | ★○●△●  |                               |                       |                                      |         |             |             |
|  | 한신 타이거스(CL 2위)             | ●○●                   | (7전 4선승제) 도쿄 돔 세이부 돔                              |        |                               |                       |                                      |         |             |             |
|  | 주니치 드래건스(CL 3위)           | ○●○                   |                                                              |        |                               |                       |                                      |         |             |             |
|  | 주니치 드래건스(CL 3위)           | ○●○                   |                                                              |        | 요미우리 자이언츠(CL CS 우승) | ●○○●○●●               |                                      |         |             |             |
|  |                                   |                       |                                                              |        | 요미우리 자이언츠(CL CS 우승) | ●○○●○●●               |                                      |         |             |             |
|  |                                   |                       |                                                              |        |                               |                       | 사이타마 세이부 라이온스(PL CS 우승) | ○●●○●○○ |             |             |
|  |                                   |                       |                                                              |        |                               |                       | 사이타마 세이부 라이온스(PL CS 우승) | ○●●○●○○ |             |             |
|  |                                   |                       | (6전 4선승제〈어드밴티지 1승을 포함〉) 현영 오미야 세이부 돔 |        |                               |                       |                                      |         |             |             |
|  |                                   |                       |                                                              |        |                               |                       |                                      |         |             |             |
|  | 사이타마 세이부 라이온스(PL 우승) | ☆○●●○○                |                                                              |        |                               |                       |                                      |         |             |             |
|  | 사이타마 세이부 라이온스(PL 우승) | ☆○●●○○                | (3전 2선승제) 교세라 돔 오사카                               |        |                               |                       |                                      |         |             |             |
|  |                                   |                       | 홋카이도 닛폰햄 파이터스                                     | ★●○○●● |                               |                       |                                      |         |             |             |
|  | 오릭스 버펄로스(PL 2위)           | ●●                    | 홋카이도 닛폰햄 파이터스                                     | ★●○○●● |                               |                       |                                      |         |             |             |
|  | 오릭스 버펄로스(PL 2위)           | ●●                    |                                                              |        |                               |                       |                                      |         |             |             |
|  | 홋카이도 닛폰햄 파이터스(PL 3위)  | ○○                    |                                                              |        |                               |                       |                                      |         |             |             |
|  | 홋카이도 닛폰햄 파이터스(PL 3위)  | ○○                    |                                                              |        |                               |                       |                                      |         |             |             |

☆·★=클라이맥스 시리즈·2nd의 어드밴티지 1승 1패분

## 경기 일정
- 1차전 : 11월 1일
- 2차전 : 11월 2일
- 3차전 : 11월 4일
- 4차전 : 11월 5일
- 5차전 : 11월 6일
- 6차전 : 11월 8일
- 7차전 : 11월 9일

## 경기 기록
| 일시                                            | 경기   | 원정팀(선공)             | 스코어 | 홈팀(후공)               | 개최 구장 | 개시 시각 | 경기 시간  | 관중수   |
| ----------------------------------------------- | ------ | ------------------------ | ------ | ------------------------ | --------- | --------- | ---------- | -------- |
| 11월 1일(토)                                    | 1차전  | 사이타마 세이부 라이온스 | 2 - 1  | 요미우리 자이언츠        | 도쿄 돔   | 18시 15분 | 2시간 45분 | 44,757명 |
| 11월 2일(일)                                    | 2차전  | 사이타마 세이부 라이온스 | 2 - 3  | 요미우리 자이언츠        | 도쿄 돔   | 18시 17분 | 3시간 18분 | 44,814명 |
| 11월 3일(월)                                    | 이동일 | 이동일                   | 이동일 | 이동일                   | 이동일    | 이동일    | 이동일     | 이동일   |
| 11월 4일(화)                                    | 3차전  | 요미우리 자이언츠        | 6 - 4  | 사이타마 세이부 라이온스 | 세이부 돔 | 18시 18분 | 3시간 14분 | 24,495명 |
| 11월 5일(수)                                    | 4차전  | 요미우리 자이언츠        | 0 - 5  | 사이타마 세이부 라이온스 | 세이부 돔 | 18시 18분 | 2시간 53분 | 27,930명 |
| 11월 6일(목)                                    | 5차전  | 요미우리 자이언츠        | 7 - 3  | 사이타마 세이부 라이온스 | 세이부 돔 | 18시 17분 | 3시간 31분 | 28,763명 |
| 11월 7일(금)                                    | 이동일 | 이동일                   | 이동일 | 이동일                   | 이동일    | 이동일    | 이동일     | 이동일   |
| 11월 8일(토)                                    | 6차전  | 사이타마 세이부 라이온스 | 4 - 1  | 요미우리 자이언츠        | 도쿄 돔   | 18시 15분 | 3시간 24분 | 44,749명 |
| 11월 9일(일)                                    | 7차전  | 사이타마 세이부 라이온스 | 3 - 2  | 요미우리 자이언츠        | 도쿄 돔   | 18시 16분 | 3시간 20분 | 44,737명 |
| 우승: 사이타마 세이부 라이온스(4년 만에 13번째) |        |                          |        |                          |           |           |            |          |

## 일본 시리즈 경기 결과

### 1차전
- 11월 1일 - 도쿄 돔

| 팀 | 1 | 2 | 3 | 4 | 5 | 6 | 7 | 8 | 9 | R | H | E |
| 세이부 | 0 | 0 | 0 | 0 | 1 | 1 | 0 | 0 | 0 | 2 | 6 | 1 |
| 요미우리 | 0 | 0 | 0 | 1 | 0 | 0 | 0 | 0 | 0 | 1 | 2 | 0 |
| 승리 투수: 와쿠이 히데아키(1-0) 패전 투수: 우에하라 고지(0-1) 세이브: 알렉스 그라만(1S) 홈런: 세이부 – 고토 다케토시(5회 1점), 나카지마 히로유키(6회 1점) |   |   |   |   |   |   |   |   |   |   |   |   |

### 2차전
- 11월 2일 - 도쿄 돔

| 팀 | 1 | 2 | 3 | 4 | 5 | 6 | 7 | 8 | 9  | R | H | E |
| 세이부 | 0 | 0 | 0 | 2 | 0 | 0 | 0 | 0 | 0  | 2 | 3 | 0 |
| 요미우리 | 0 | 1 | 0 | 0 | 0 | 1 | 0 | 0 | 1X | 3 | 8 | 0 |
| 승리 투수: 오치 다이스케(1-0) 패전 투수: 오카모토 신야(0-1) 홈런: 세이부 – 나카지마 히로유키(4회 2점) 요미우리 – 알렉스 라미레스(9회 1점) |   |   |   |   |   |   |   |   |    |   |   |   |

### 3차전
- 11월 4일 - 세이부 돔

| 팀 | 1 | 2 | 3 | 4 | 5 | 6 | 7 | 8 | 9 | R | H | E |
| 요미우리 | 1 | 3 | 0 | 0 | 0 | 1 | 0 | 1 | 0 | 6 | 8 | 0 |
| 세이부 | 0 | 0 | 0 | 0 | 0 | 4 | 0 | 0 | 0 | 4 | 7 | 0 |
| 승리 투수: 우쓰미 데쓰야(1-0) 패전 투수: 이시이 가즈히사(0-1) 세이브: 마크 크룬(1S) 홈런: 요미우리 – 스즈키 다카히로(2회 3점), 알렉스 라미레스(6회 1점), 오가사와라 미치히로(8회 1점) 세이부 – 나카무라 다케야(6회 3점) |   |   |   |   |   |   |   |   |   |   |   |   |

### 4차전
- 11월 5일 - 세이부 돔

| 팀 | 1 | 2 | 3 | 4 | 5 | 6 | 7 | 8 | 9 | R | H | E |
| 요미우리 | 0 | 0 | 0 | 0 | 0 | 0 | 0 | 0 | 0 | 0 | 4 | 0 |
| 세이부 | 1 | 0 | 0 | 2 | 0 | 2 | 0 | 0 | X | 5 | 7 | 0 |
| 승리 투수: 기시 다카유키(1-0) 패전 투수: 세스 그레이싱어(0-1) 홈런: 세이부 – 나카무라 다케야(4회 2점, 6회 2점) |   |   |   |   |   |   |   |   |   |   |   |   |

### 5차전
- 11월 6일 - 세이부 돔

| 팀 | 1 | 2 | 3 | 4 | 5 | 6 | 7 | 8 | 9 | R | H  | E |
| 요미우리 | 0 | 1 | 0 | 0 | 0 | 0 | 4 | 0 | 2 | 7 | 10 | 2 |
| 세이부 | 1 | 0 | 1 | 0 | 0 | 0 | 0 | 0 | 1 | 3 | 13 | 0 |
| 승리 투수: 니시무라 겐타로(1-0) 패전 투수: 와쿠이 히데아키(1-1) 홈런: 요미우리 – 아베 신노스케(2회 1점) 세이부 – 히라오 히로시(9회 1점) |   |   |   |   |   |   |   |   |   |   |    |   |

### 6차전
- 11월 8일 - 도쿄 돔

| 팀 | 1 | 2 | 3 | 4 | 5 | 6 | 7 | 8 | 9 | R | H  | E |
| 세이부                                                                                                | 3 | 0 | 0 | 0 | 1 | 0 | 0 | 0 | 0 | 4 | 10 | 0 |
| 요미우리                                                                                              | 0 | 1 | 0 | 0 | 0 | 0 | 0 | 0 | 0 | 1 | 10 | 0 |
| 승리 투수: 기시 다카유키(2-0) 패전 투수: 다카하시 히사노리(0-1) 홈런: 세이부 – 히라오 히로시(5회 1점) |   |   |   |   |   |   |   |   |   |   |    |   |

### 7차전
- 11월 9일 - 도쿄 돔

| 팀 | 1 | 2 | 3 | 4 | 5 | 6 | 7 | 8 | 9 | R | H | E |
| 세이부 | 0 | 0 | 0 | 0 | 1 | 0 | 0 | 2 | 0 | 3 | 6 | 0 |
| 요미우리 | 1 | 1 | 0 | 0 | 0 | 0 | 0 | 0 | 0 | 2 | 2 | 0 |
| 승리 투수: 호시노 도모키(1-0) 패전 투수: 오치 다이스케(1-1) 세이브: 알렉스 그라만(2S) 홈런: 세이부 – 히람 보카치카(5회 1점) 요미우리 – 사카모토 하야토(2회 1점) |   |   |   |   |   |   |   |   |   |   |   |   |

## 수상 선수
- MVP : 기시 다카유키(세이부)[1]
- 감투상 : 알렉스 라미레스(요미우리)[2]
- 우수 선수상 : 히라오 히로시, 나카지마 히로유키(이상 세이부), 스즈키 다카히로(요미우리)

## 같이 보기
- 2008년 퍼시픽 리그 클라이맥스 시리즈
- 2008년 센트럴 리그 클라이맥스 시리즈
- 2008년 아시아 시리즈